# Fleurus (torpilleur)
Pour les articles homonymes, voir Fleurus (homonymie).
Le Fleurus est un croiseur torpilleur de classe Wattignies qui a été construit pour la Marine française au début des années 1890. Le navire disposait d’une batterie principale de cinq canons de 100 mm à tir rapide, complétés par des canons plus légers et quatre tubes lance-torpilles de 356 mm. Lancé en 1891 à Rochefort, le Fleurus est mis en service dans l’escadre de la Méditerranée dans le cadre de la réserve. Les essais ont démontré des problèmes avec les chaudières type Amirauté. Bien qu’elles aient été remplacées deux fois, le navire ne fut pas prêt pour le service actif jusqu’à ce qu’elles soient remplacés par des chaudières Niclausse. Le navire a été mis en service dans l’Escadre du Nord basée à Brest. Après trente mois, le navire a été mis hors service. En 1910, le navire rejoint l’école d’ingénieurs de Lorient. Deux ans plus tard, il revient à Rochefort sous forme de ponton. En 1928, le Fleurus est vendu pour être démantelé.

## Conception
Les croiseurs torpilleurs de classe Wattignies ont été conçus par Louis de Bussy en 1888 comme des versions agrandies et améliorées de la classe Condor précédente. Le design a été créé en réponse à la publication de l’ouvrage La marine de guerre, son passé et son avenir, cuirassé et torpilleurs (1884), dans lequel le ministre de la Marine Auguste Gougeard a décrivait sa vision du navire de guerre du futur. Les navires mesuraient 70,985 m de longueur hors tout et 68,012 m de longueur entre perpendiculaires, avec une largeur de 8,908 m et un tirant d'eau moyen de 4,211 m, augmentant à 4,698 m à l’arrière. Le Fleurus avait un déplacement de 1297 tonnes. En 1904, ce déplacement est passé à 1310 tonnes.
Le Fleurus était initialement propulsé par deux moteurs à vapeur verticaux à triple expansion, entraînant chacun un arbre d'hélice, utilisant la vapeur fournie par quatre chaudières type Amirauté à charbon à une pression de 11,26 kg/cm2 (160,2 psi). Les machines ont été conçues pour produire un total de 4000 ch (2900 kW) et donner au navire une vitesse maximale de 18 nœuds (33 km/h). Les chaudières se sont avérées défectueuses lors des essais et ont été remplacées. Le navire est finalement équipé de huit chaudières Niclausse. La puissance théorique était de 4189 ch (3124 kW) et la vitesse de 18,61 noeuds (34,47 km/h). Le navire transportait 160 tonnes de charbon, ce qui lui donnait une autonomie de 1800 milles marins (3300 km) à une vitesse de 12,5 nœuds (23,2 km/h). L’équipage s’élevait à 185 officiers et hommes du rang.
L’artillerie principale de la classe Wattignies se composait de cinq canons de 100 mm modèle 1891. Deux d’entre eux se trouvaient sous le gaillard d'avant, deux au milieu du navire sur des encorbellements et un sur la dunette arrière. Pour la défense à courte portée contre les torpilleurs, les navires portaient six canons Hotchkiss de 47 mm modèle 1885 et quatre canons-revolvers Hotchkiss de 37 mm, tous montés sur des affûts individuels. Les navires étaient armés de quatre tubes lance-torpilles de 356 mm, deux vers l’avant et deux sur les côtés. Le pont était blindé avec du fer forgé incurvé de 40 mm d’épaisseur, de la même manière que la classe Condor précédente. L’armement a été modifié en cours de service. En 1896, les tubes lance-torpilles ont été retirés. Dans le même temps, deux des canons-revolvers Hotchkiss de 37 mm ont été remplacés par des canons QF du même calibre.

## Carrière
Le Fleurus est autorisé par le budget 1890 et commandé le 20 avril à l’Arsenal de Rochefort. L’autorisation concernait un navire de ligne plutôt qu’un croiseur torpilleur. Nommé d’après la bataille de Fleurus, le navire est mis sur cale le 11 mars 1891 au chantier naval de Rochefort, les machines ayant été commandées le 18 février. Le Fleurus fut lancé le 18 mars 1893 et armé pour essais le 16 août. Le Fleurus a été mis en service dans l’Escadre de la Méditerranée.
Les essais ont prouvé qu’il y avait des problèmes dans les chaudières. Après deux ans, le navire a été rétrogradé en réserve de deuxième catégorie. Les chaudières furent remplacées et les essais reprirent en janvier 1896, mais les problèmes persistèrent. Les plaques supérieures des nouvelles chaudières fuyaient et le navire fut ramené au chantier naval pour d’autres travaux avant de reprendre ses essais en mars. Les chaudières ont été remplacées deux fois, mais cela n’a pas résolu le problème. En 1897, le croiseur retourna à l’arsenal et les chaudières Amirauté furent remplacés par huit chaudières Niclausse. Les essais reprennent l’année suivante. Le navire fut transféré à l’Escadre du Nord. Son effectif a été réduit à 173 personnes.
Une fois ses essais terminés en mars 1901, le Fleurus fut commissionné et déployé à Brest, rejoignant la réserve de l’escadre du Nord. Après 30 mois, le croiseur a été désarmé et a été rayé du registre naval le 8 mars 1910. Le navire est transféré à l’école d’ingénieurs de Lorient. Au bout d’un an, le navire a été mis en vente. Incapable de trouver un acheteur, la marine ramène le navire à Rochefort. Le Fleurus a servi comme ponton jusqu’en 1927. En 1928, le navire a été vendu pour être démantelé.